# 2006 год в футболе
В этой статье описываются события, произошедшие в футболе в 2006 году.

## События
- 1 января — Австралия официально вышла из состава конфедерации футбола Океании и вступила в Азиатскую конфедерацию футбола.
- 3 января — Антонио Кассано перешёл из «Ромы» в «Реал Мадрид». Он дебютировал 18 января в матче Кубка Испании против «Бетиса» и забил свой первый гол всего через три минуты после выхода на поле во втором тайме.
- 17 января — Определены составы квалификационных групп на Евро 2008.
- 8 февраля — Турцию обязали играть шесть своих домашних матчей отборочного цикла к Евро 2008 на нейтральном поле из-за инцидента в матче отбора на Чемпионат мира 2006 со Швейцарией 16 ноября 2005 года, который окончился со счётом 4:2.
- 5 апреля — «Селтик» выиграл чемпионат Шотландии.
- 9 апреля — «ПСВ» Эйндховен завоевал второй подряд чемпионский титул в Голландии (всего 19-й).
- 22 апреля — Алан Ширер объявил о завершении своей игровой карьеры на три недели раньше, чем планировал, из-за травмы колена.
- 29 апреля — «Челси» завоевал второй подряд чемпионский титул в Англии.
- 30 апреля — Разгорелся крупнейший в истории итальянского футбола скандал о договорных матчах. 14 мая «Ювентус» был лишён 29-го чемпионского титула.
- 13 мая — «Бавария» Мюнхен второй год подряд выиграла Бундеслигу.
- 14 мая — «Андерлехт» выиграл свой двадцать восьмой чемпионат Бельгии.
- 17 мая — «Барселона» обыграла «Арсенал» 2:1 в финале Лиги Чемпионов.
- 9 июня — Началась финальная стадия Чемпионата мира 2006 с матча между сборными Германии и Коста-Рики, окончившегося победой немцев 4:2.
- 9 июля — Состоялся финальный матч Чемпионата мира 2006, в котором сборная Италии победила команду Франции в серии пенальти 5:3, завоевав свой четвёртый чемпионский титул.
- 16 августа — В финальном матче Кубка Либертадорес «Интернасьонал» победил «Сан-Паулу» по сумме двух матчей с общим счётом 2:1.
- 14 сентября — В ответном матче Рекопа Южной Америки 2006 «Бока Хуниорс» победил «Сан-Паулу», завоевав свой 16 международный титул, установив тем самым мировой рекорд по числу международных титулов для клубов.

## Умерли
- 7 января: Габор Завадский, 31, венгерский футболист
- 8 января: Эльсон Бесерра, 27, колумбийский футболист, застрелен
- 13 января: Петер Рёш, 75, швейцарский футболист
- 14 января: Марки Фило, 21, английский футболист, погиб в автокатастрофе
- 4 февраля: Йено Далноки, 74, венгерский футболист
- 8 февраля: Рон Гринвуд, 84, английский футболист и тренер
- 9 февраля: Андре Страппе, 77, французский футболист
- 13 февраля: Жозеф Уйлаки, 76, французский футболист
- 17 февраля: Жорже Пинту Мендонса, 51, бразильский футболист
- 23 февраля: Тельмо Сарраонаиндия, 85, испанский (баскский) футболист, рекордсмен чемпионатов Испании по забитым мячам.
- 25 февраля: Чарли Вэйман, 83, английский футболист
- 27 февраля: Ференц Бене, 61, лучший футболист Венгрии 1969 года
- 1 марта: Питер Осгуд, 59, английский футболист
- 6 марта: Роман Огаза, 54, польский футболист
- 12 марта: Джимми Джонстон, 61, шотландский футболист
- 13 марта: Рой Кларк, 80, валлийский футболист
- 15 марта: Рэд Стори, 88, канадский футболист
- 16 апреля: Георгес Штубер, 80, швейцарский футболист
- 18 апреля: Джон Лайалл, 66, английский тренер
- 21 апреля: Теле Сантана, 74, великий бразильский тренер
- 25 апреля: Брайан Лэйбон, 66 английский футболист
- 2 мая: Луиджи Гриффанти, 89, итальянский вратарь
- 23 мая: Казимир Горски, 85, бывший тренер сборной Польши, приведший её к 3-му месту на Кубке мира 1974 года
- 9 июня: Шэй Гиббонс, 77, ирландский нападающий
- 19 июня: Анджело Уболди (итал. Angelo Uboldi), 83, — итальянский футболист, вратарь.
- 24 июня: Жан Варро, 85, французский футболист и тренер
- 31 июля: Берт Слейтер, 70, шотландский вратарь
- 31 июля: Паскаль Миезан, 47, иворийский футболист
- 1 августа: Ференц Суса, 82, венгерский футболист
- 15 августа: Фаас Вилкс, 82, голландский футболист
- 20 августа: Оскар Мигес, 78, уругвайский футболист, чемпион мира 1950 года
- 24 августа: Мохтар Бен Насеф, 80, тунисский футболист
- 31 августа: Мохамед Абдельвахаб, 23, египетский футболист
- 2 сентября: Пьетро Броккини, 78, итальянский футболист
- 4 сентября: Джачинто Факетти, 64, итальянский футболист
- 17 октября: Лиев Стейгер, 82, голландский футболист
- 3 ноября: Альберто Спенсер, 68, эквадорский футболист, рекордсмен Кубка Либертадорес по забитым мячам, прославился в уругвайском «Пеньяроле». Один из лучших бомбардиров мира 1960-х годов.
- 4 ноября: Серхи Лопес Сеху, 39, испанский футболист, самоубийство
- 5 ноября: Пьетро Рава, 90, итальянский футболист, последний живший из числа победителей Кубка мира 1938 года
- 17 ноября: Ференц Пушкаш, 79, нападающий сборной Венгрии и мадридского «Реала», олимпийский чемпион 1952 года и заслуженный бомбардир

## Победители национальных чемпионатов

### Европа
- Австрия:
  - Бундеслига и Штигл-Куп — FK Austria Wien
  - Red Zac Austrian First League — SC Rheindorf Altach
- Англия:
  - Премьер-лига — Челси
  - Кубок Англии по футболу — Ливерпуль
  - League Cup — Манчестер Юнайтед
  - The Championship — Reading, Sheffield United и Watford
- Беларусь:
  - Премьер-лига Белоруссии и Кубок — ФК БАТЭ
- Бельгия:
  - Jupiler League — Андерлехт
  - Кубок Бельгии — Зюлте-Варегем
- Болгария:
  - Премьер-лига Болгарии — PFC Levski Sofia
  - Кубок Болгарии и Суперкубок — CSKA Sofia
- Германия:
  - Бундеслига — Бавария
  - Кубок Германии — Бавария
  - Вторая Бундеслига — VfL Bochum, Alemannia Aachen и Energie Cottbus
- Греция:
  - Alpha Ethniki — Olympiakos
  - Greek Cup — Olympiakos
- Дания:
  - Датская Суперлига — Копенгаген
  - Кубок Дании — Ruers FC
- Израиль:
  - Премьер-лига — Maccabi Haifa FC
  - Кубок Израиля — Hapoel Tel-Aviv FC
- Италия:
  - Serie A — Интернационале (в связи с выявленными нарушениями с команды Ювентус был снят титул чемпиона Италии)
  - Serie B — Atalanta, Catania и Torino
  - Coppa Italia и Supercoppa Italiana — Интернационале
- Испания:
  - Лига Испании — Барселона
  - Copa del Rey — Espanyol
  - Supercopa-Barcelona
  - Segunda División — Recreativo Huelva, Gimnàstic Tarragona и Levante
- Нидерланды:
  - Eredivisie — PSV Eindhoven
  - KNVB Cup — Ajax
  - Eerste Divisie — Excelsior
- Польша:
  - Ekstraklasa: Legia Warsaw
  - Polish Cup: Wisła Płock
- Португалия: For fuller coverage, see: 2005-06 in Portuguese football
  - SuperLiga — FC Porto
- Россия:
  - Чемпионат России — ЦСКА
  - Кубок России по футболу — ЦСКА
  - Первый дивизион ПФЛ — ФК Химки
- Шотландия:
  - Шотландская Премьер-лига — Celtic
  - Scottish Cup — Hearts
- Швейцария:
  - Суперлига — FC Zürich
- Турция:
  - Turkish Premier Super League — Galatasaray
  - Кубок Турции — Beşiktaş J.K.
  - Суперкубок Турции — Beşiktaş J.K.
- Украина:
  - Премьер-лига — Шахтёр, Донецк
  - Кубок Украины и Суперкубок — Динамо, Киев
  - Первая лига — ФК Заря, Луганск, Карпаты, Львов
- Франция:
  - Ligue 1 — Олимпик Лион
  - Кубок Франции по футболу — Пари Сен-Жермен
  - French League Cup — Nancy
  - Ligue 2 — Valenciennes, Sedan и Лорьян
- Хорватия:
  - Первая лига Хорватии — Динамо Загреб
  - Кубок Хорватии — NK Rijeka
- Чехия:
  - Гамбринус Лига — Слован Либерец
  - Кубок Чехии — Спарта

### Южная Америка
- Аргентина
  - 2005/06 Клаусура — Бока Хуниорс
  - 2006/07 Апертура — Эстудиантес
- Бразилия
  - Серия A — Сан-Паулу
  - Кубок Бразилии — Фламенго
  -  Лига Паулиста — Сантос
  -  Лига Кариока — Ботафого
- Колумбия
  - 2006 Апертура — Депортиво Пасто
  - 2006 Финализасьон — Кукута Депортиво
- Парагвай
  - Либертад
- Уругвай
  - Примера 2005/06 — Насьональ
- Чили
  - 2006 Апертура — Коло-Коло
  - 2006 Клаусура — Коло-Коло

### Северная Америка
- Мексика
  - Чемпионат Мексики по футболу
    - 2005-06 Апертура — Гвадалахара
    - 2005-06 Клаусура — Пачука
- США
  - MLS — Хьюстон Динамо

### Африка
- Египет:
  - Аль-Ахли (Каир) —

### Азия и Океания
- Австралия
  - 2005-06 A-League — Сидней
- Иран
  - 2005-06 Iran's Premier Football League — Эстеглал
- Япония
  - J-Лига — Урава Редс
  - Кубок J-Лиги — ДЖЕФ Юнайтед
  - Кубок Императора — Урава Редс (финал состоялся 1 января 2007)
- Таиланд
  - Премьер-Лига Таиланда — Бангкок Юнивёрсити
- Саудовская Аравия
  - Кубок Короля Саудовской Аравии — Аль-Шабаб
  - Кубок Принца Саудовской Аравии — Аль-Хиляль

## Международные клубные турниры
- Клубный чемпионат мира по футболу —  Интернасьонал
- Лига чемпионов УЕФА —  Барселона
- Кубок УЕФА —  Севилья
- Кубок Либертадорес —  Интернасьонал
- Южноамериканский кубок —  Пачука
- Рекопа Южной Америки —  Бока Хуниорс
- Лига чемпионов КОНКАКАФ —  Америка Мехико

## Международные соревнования
Необходим перевод (текст скрыт)

## Созданы футбольные клубы
- Сидама Кофи
- Хадия Хосаына